# Saratoga (Indiana)
Saratoga é uma cidade  localizada no estado americano de Indiana, no Condado de Randolph.

## Demografia
Segundo o censo americano de 2000, a sua população era de 288 habitantes.
Em 2006, foi estimada uma população de 277, um decréscimo de 11 (-3.8%).

## Geografia
De acordo com o United States Census Bureau tem uma área de
0,7 km², dos quais 0,7 km² cobertos por terra e 0,0 km² cobertos por água.

## Localidades na vizinhança
O diagrama seguinte representa as localidades num raio de 20 km ao redor de Saratoga.